# Bisdom San Benedetto del Tronto-Ripatransone-Montalto
Het bisdom San Benedetto del Tronto-Ripatransone-Montalto (Latijn: Dioecesis Sancti Benedicti ad Truentum-Ripana-Montis Alti; Italiaans: Diocesi di San Benedetto del Tronto-Ripatransone-Montalto) is een in Italië gelegen rooms-katholiek bisdom met zetel in de stad San Benedetto del Tronto. Het bisdom behoort tot de kerkprovincie Fermo, en is, samen met het aartsbisdom Camerino-San Severino Marche en de bisdommen Ascoli Piceno en Macerata-Tolentino-Recanati-Cingoli-Treia, suffragaan aan het aartsbisdom Fermo.

## Geschiedenis
Het bisdom Ripatransone werd opgericht op 1 augustus 1571 door paus Pius V met de apostolische constitutie Illius fulciti uit gebiedsdelen van het aartsbisdom Fermo.
Op 7 april 1983 werd het bisdom hernoemd tot bisdom Ripatransone-San Benedetto del Tronto. Op 30 september 1986 werd het bisdom Montalto door de Congregatie voor de Bisschoppen met het decreet Instantibus votis toegevoegd. Ook werd op die datum de bisschopszetel verplaatst naam veranderd tot de huidige.

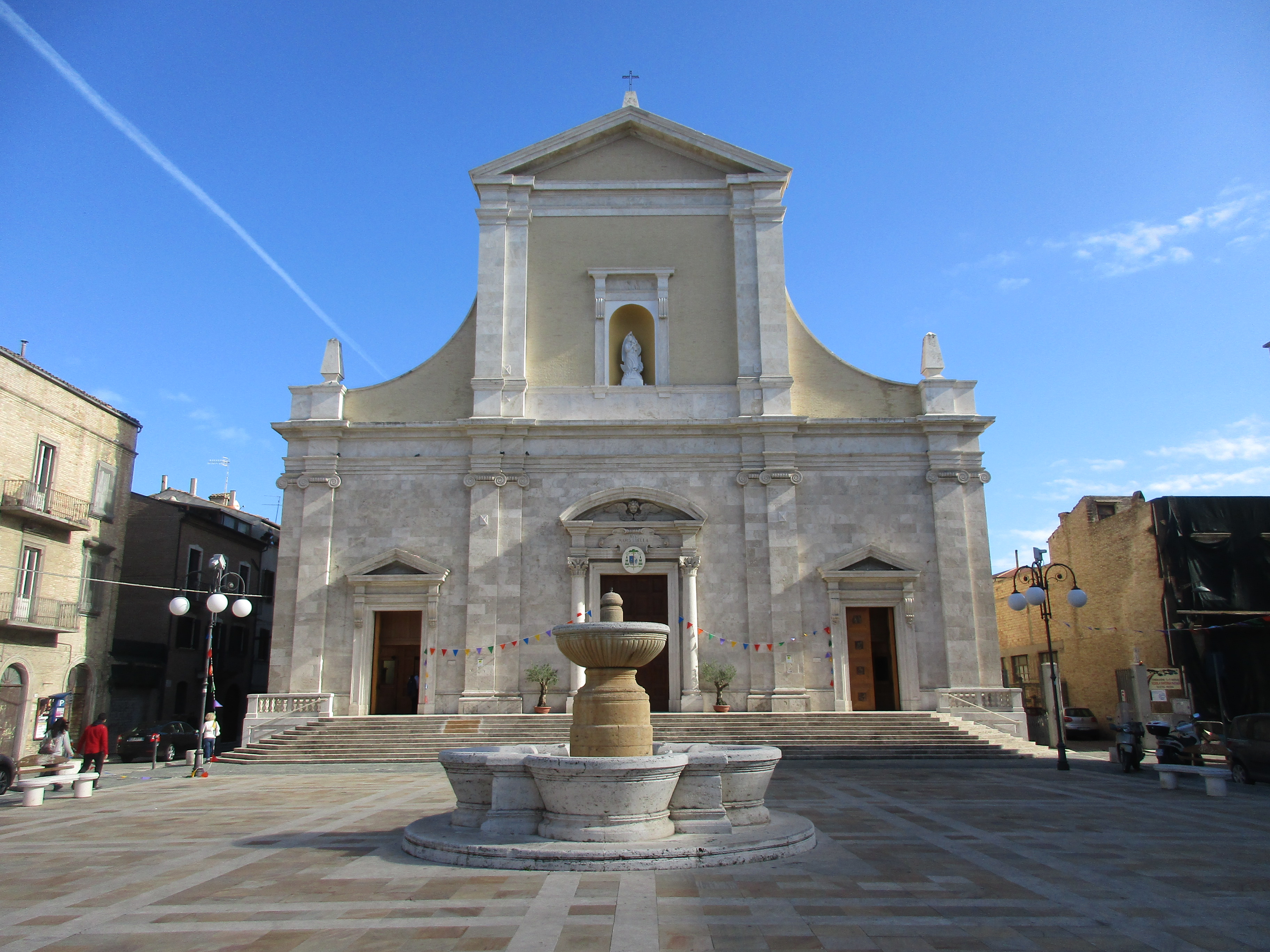
Kathedraal van San Benedetto del Tronto
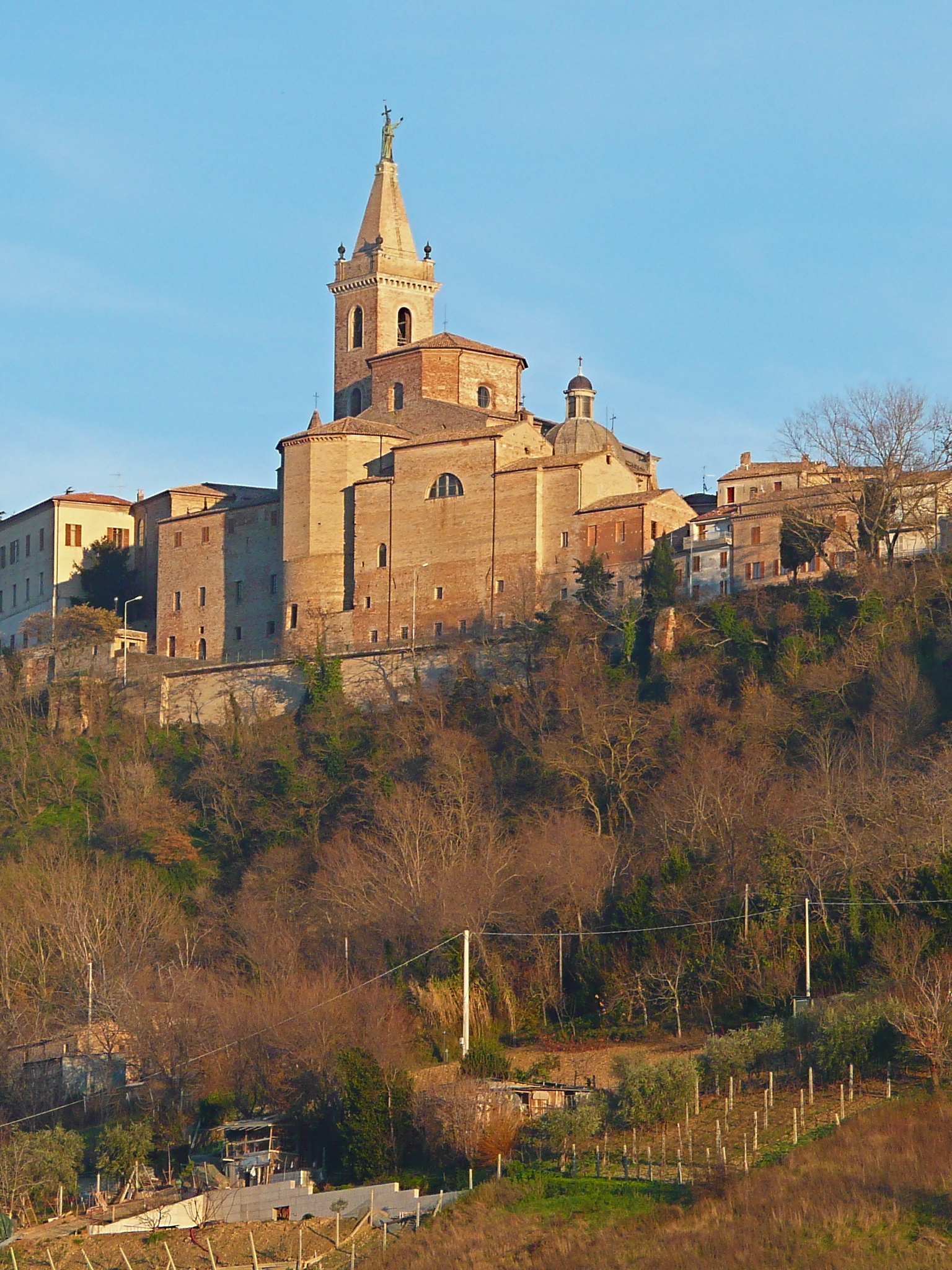
Cokathedraal van Ripatransone
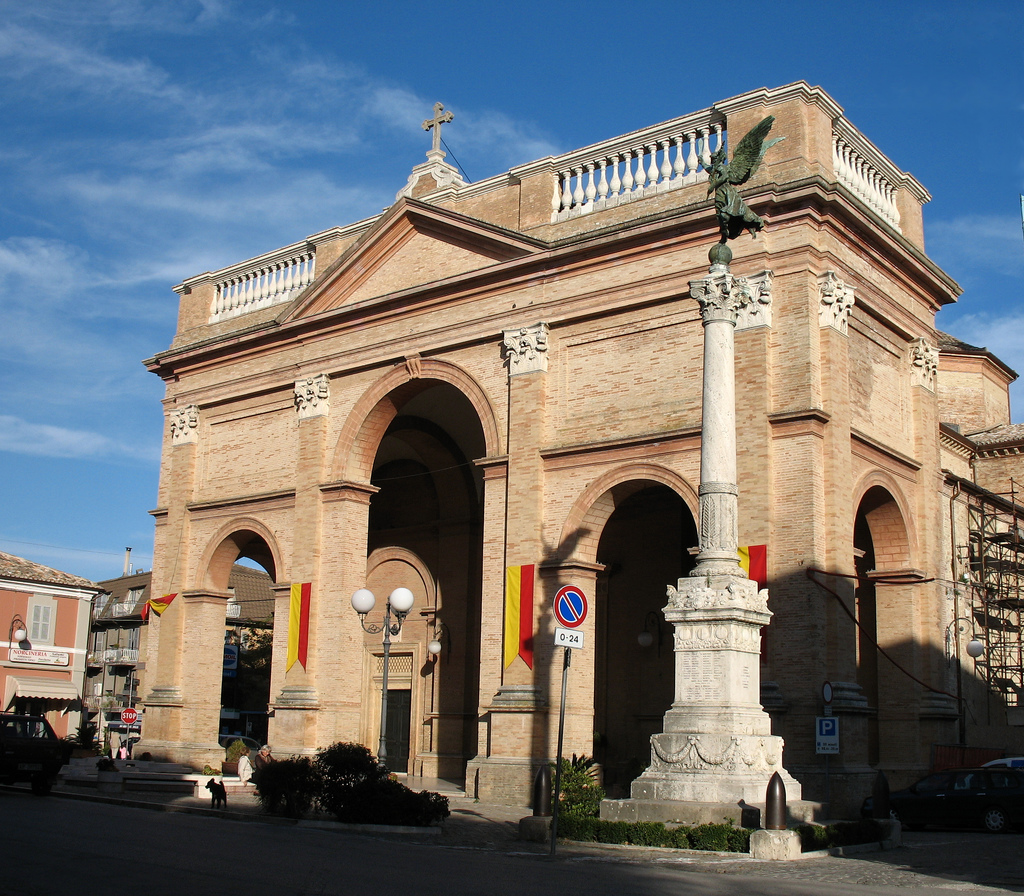
Cokathedraal van Montalto